# Zhuangmu
Zhuangmu (kinesiska: 庄墓) är en köping i östra Kina. Den ligger i Changfeng härad i staden Hefei i provinsen Anhui, omkring 56 kilometer norr om provinshuvudstaden Hefei. Antalet invånare är 18817. Befolkningen består av 9 275 kvinnor och 9 542 män. Barn under 15 år utgör 20,0 %, vuxna 15-64 år 67 %, och äldre över 65 år 11,0 %.